# Станкопром
Акционерное общество «Станкопро́м» — российский станкостроительный холдинг. Создан в 2013 году под эгидой госкорпорации «Ростех» в качестве системного интегратора российских станкостроительных предприятий на базе ОАО «РТ-Станкоинструмент» и ОАО «РТ-Машиностроение», став их правопреемником и получив статус головной организации корпорации «Ростех» в области станкостроения и инструментального производства.

## История
Холдинг «Станкопром» создан в 2013 году по инициативе Министерства промышленности и торговли России и госкорпорации «Ростех» в качестве системного интегратора российской станкостроительной отрасли. «Станкопром» имеет статус головной организации госкорпорации «Ростех» в области станкостроения и инструментального производства.
На 2014 год консолидированные активы холдинга оценивались в 15 млрд руб. Планируемые инвестиции — около 30 млрд руб, из которых собственные финансовые ресурсы 5,5 млрд руб, а 11 млрд руб — частные инвестиции и банковские кредиты в соотношении 50 % на 50 %.

## Деятельность
Как говорится в документе под названием «Стратегия развития станкоинструментальной промышленности до 2030 года», «объединение 17 производственных и научно-исследовательских организаций на базе АО „Станкопром“ являлось попыткой создания вертикально-интегрированной структуры в станкоинструментальной промышленности».
АО «Станкопром» в рамках госкорпорации «Ростех» обладает статусом центра технологического аудита закупаемого организациями Корпорации технологического оборудования, а также обеспечения централизованных поставок станкоинструментальной продукции предприятиям корпорации.
В октябре 2014 года стало известно о решении правительства России назначить «Станкопром» инжиниринговым центром компетенций и локомотивом процесса внедрения в производство отечественных станков.
В 2014 году компания «Станкопром» компания-представитель германского концерна Siemens в России и Центральной Азии подписали соглашение о сотрудничестве в плане разработки сложных высокоточных станков, а также реализации проектов технического перевооружения отечественных предприятий. По словам Сергея Макарова, генерального директора «Станкопрома», одной из главных целей компании является создание совместного с предприятия с Siemens «с обязательным трансфером самых современных станкостроительных технологий и локализацией производства в России». В перспективе, холдинг «Станконпром» должен объединить все важнейшие станкостроительные активы страны.
В 2018 году из доклада генпрокурора Юрия Чайки о состоянии законности и правопорядка в России стало известно, что холдинг «Станкопром» за четыре года не сделал ни одного отечественного станка, тем самым сорвав программу по созданию серийных производств станкоинструментальной продукции, на которую была выделена большая сумма денежных средств. В связи с этим, было возбуждено уголовное дело по факту хищения путём мошенничества в крупном размере бюджетных средств.
В мае 2021 года стало известно о подписании соглашения о локализации производства мобильных токарных и фрезерных комплексов, не имеющих аналогов в России, между компанией «Станкопром» и немецким производителей TRAWEMA GMBH. Соглашение подразумевало полный спектр производства — от проектирования до выпуска готовой продукции на базе предприятия «ВНИИИНСТРУМЕНТ», входящего в состав холдинга «Станкопром». В связи с санкциями данное соглашение не было реализовано.

## Структура
В структуру холдинга входят следующие предприятия:
- Исследовательские институты:
  - АО «ВНИТИ ЭМ»
  - АО НИПТИ «Микрон»
  - АО «Ульяновский НИАТ»

- Станкостроительные предприятия:
  - АО «СТП-ЗСУ»
  - АО «СТП „ПЗМЦ“»
  - «АО „СТП — ЛСП“»
  - ООО «СМЗ»
  - АО «ООПЗ „Нефтехимавтоматика“»

- Инструментальные заводы:
  - ЗАО «Инструментальный Завод-ПМ»
  - АО «ВНИИАЛМАЗ»
  - АО «ВНИИавтогенмаш»
  - АО «ВНИИИНСТРУМЕНТ»

- Коммерческие и инжиниринговые предприятия:
  - АО «РТ-Станкоинструмент»